# Schweikert (Name)
Schweikert ist ein vom althochdeutschen Rufnamen Swindger abgeleiteter Familienname. Hierbei bedeutet swinde „stark“, „geschwind“ oder „gewandt“. Das Wort ger bedeutet „Speer“.
Weitere Schreibweisen von Schweikert sind auch Schwickart, Schweickert, Schweickart, Schweikhert, Schweikhard, Schweikhardt, Schweickhardt, Schweikardt, Schwickert, Schweigert und Schwieger.
Swindger wird auch in der Gegenwart vereinzelt als männlicher Vorname verwendet (Quelle: Internetsuche). Bei historischen Persönlichkeiten ist die Schreibweise oft nicht eindeutig, z. B. wird bei Schweickhardt von Sickingen oder Johann Schweikhard von Cronberg auch Schweikard geschrieben.
Bekannte Vertreter dieses Familiennamens sind:
- David Schweikert (* 1962), US-amerikanischer Politiker
- Frank Schweikert (* 1963), deutscher Journalist und Unternehmer.
- Georg August Benjamin Schweikert (1774–1845), deutscher Mediziner und Pionier der Homöopathie
- Johann Gustav Schweikert (1816–1903), deutscher Mediziner und Homöopath
- Julius Schweikert (1807–1876), deutscher Mediziner und Pionier der Homöopathie
- Lieselotte Schweikert (1937–2020), deutsche Politikerin (FDP)
- Margarete Schweikert (1887–1957), deutsche Komponistin, Violinistin, Pianistin, Geigenlehrerin und Musikkritikerin
- Rudi Schweikert (1952–2024), deutscher Schriftsteller und wissenschaftlicher Publizist
- Ruth Schweikert (1964–2023), Schweizer Schriftstellerin
- Sam Schweikert (* 1990), ein US-amerikanischer Schauspieler, Filmproduzent, Filmeditor und Kameramann
- Stefan Schweikert (* 1965), deutscher Autor
- Ulrike Schweikert (* 1966), deutsche Schriftstellerin (Pseudonym: Rike Speemann)
- Uwe Schweikert (* 1941), deutscher Germanist, Musikwissenschaftler und Historiker sowie Mitarbeiter der J. B. Metzler’sche Verlagsbuchhandlung
- Werner Schweikert (1933–2005), deutscher Unternehmer, Büchersammler, Bibliograph und Verleger